# Poecilium savioi
Poecilium savioi là một loài bọ cánh cứng trong họ Cerambycidae.